# Talaus (araña)
Talaus es un género de arañas cangrejo de la familia Thomisidae. Fue descrito por el aracnólogo francés Eugène Simon.

## Especies
- Talaus beccarii Benjamin, 2020
- Talaus dulongjiang Tang, Yin, Ubick & Peng, 2008
- Talaus elegans Thorell, 1890
- Talaus limbatus Simon, 1895
- Talaus nanus Thorell, 1890
- Talaus niger Tang, Yin, Ubick & Peng, 2008
- Talaus oblitus O. P.-Cambridge, 1899
- Talaus opportunus (O. P.-Cambridge, 1873)
- Talaus samchi Ono, 2001
- Talaus semicastaneus Simon, 1909
- Talaus sulcus Tang & Li, 2010
- Talaus triangulifer Simon, 1886
- Talaus xiphosus Zhu & Ono, 2007